# Morlaix

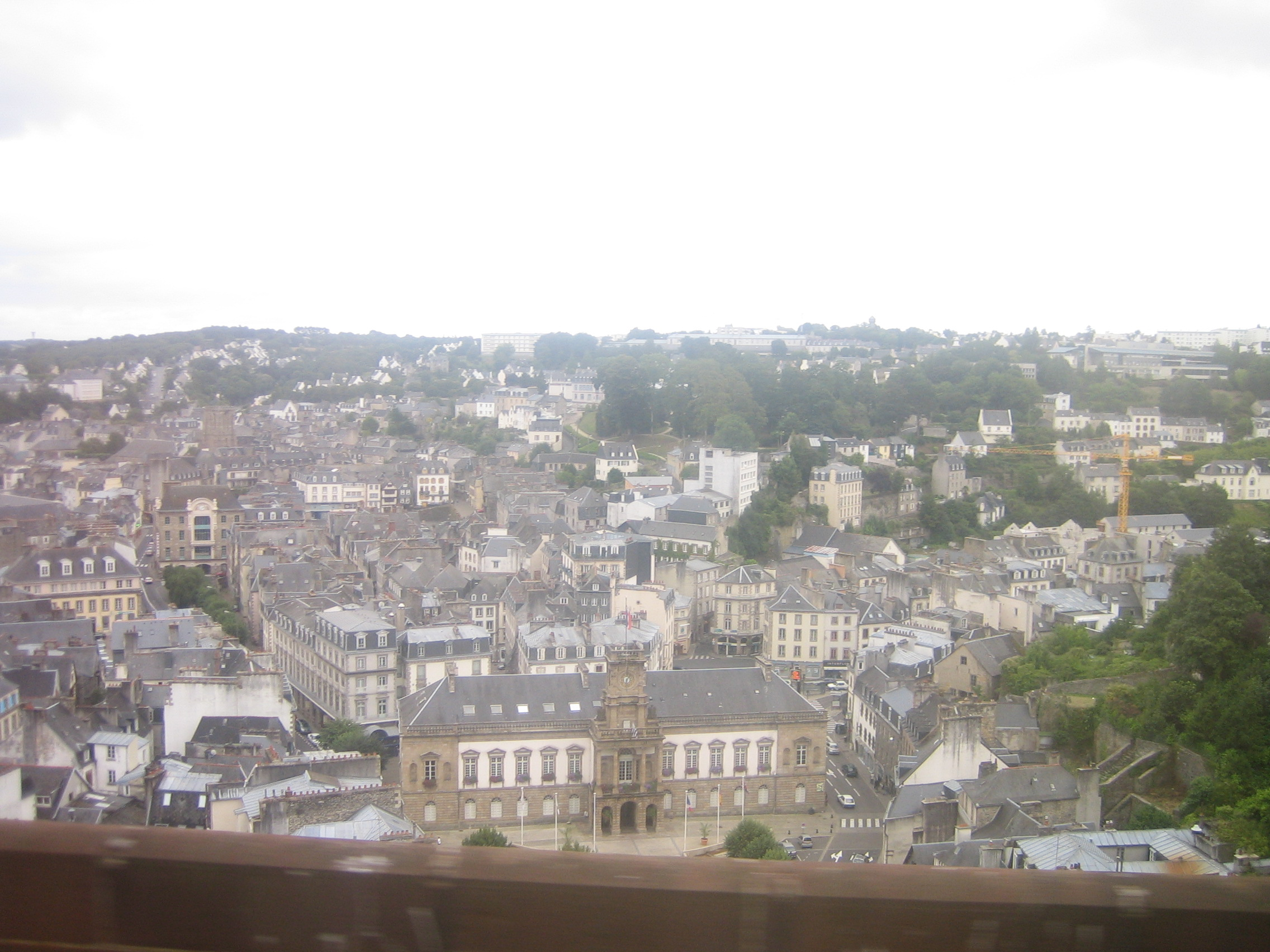
Widok z wiaduktu

Morlaix (wymowaⓘ, bret. Montroulez) – miejscowość i gmina we Francji, w regionie Bretania, w departamencie Finistère.
Według danych na rok 1990 gminę zamieszkiwało 16 701 osób, a gęstość zaludnienia wynosiła 673 osoby/km² (wśród 1269 gmin Bretanii Morlaix plasuje się na 13. miejscu pod względem liczby ludności, natomiast pod względem powierzchni na miejscu 380.).
W mieście znajduje się stacja kolejowa Gare de Morlaix.

## Miasta partnerskie
- Truro, Wielka Brytania[1]
- Chełm, Polska[2]
- Würselen, Niemcy[3]
- Réo, Burkina Faso
- Mielec, Polska[4]